# Vickeblanka
Vickeblanka (também grafado como Vicke Blanka) é um cantor e compositor japonês nascido em 30 de novembro de 1987. Seu nome real é Junya Yamaike.
Desde o início de sua carreira, em 2014, fez músicas para alguns animes, como Black Clover e o remake de Fruits Basket de 2019. Lançou dois álbuns, "Wizard" (2018) e "FATE" (2021), e uma coletânea, "BEST ALBUM SUPERVILLAIN". Em 2023, fez suaprimeira turnê pelo Japão, chamada "Vicke Blanka LIVE HOUSE TOUR 2023". No mesmo ano, lançou o EP "Worldfly", que inclui um documentário sobre apresentações do cantor na Europa e Oriente Médio, além de cenas de um importante show da turnê japonesa.
Em 2024, ele se apresenta pela primeira vez no Brasil na Anime Friends.

## Músicas em animes
Lucky Ending (primeiro encerramento de Fruits Basket)
Black Rover (terceira abertura de Black Clover)
Black Catcher (décima abertura de Black Clover)
Buntline Special (encerramento de Double Decker! Doug & Kirill)
Walk (encerramento de Shiki Oriori)